# Wyoming címere

Wyoming címerét az állam második törvényhozó testülete 1893-ban fogadta el, és a tizenhatodik testület 1921-ben javította.
A címer két évszáma, 1869 és 1890 emlékeztet az államterület megalapítására és az állam csatlakozására az Egyesült Államokhoz.
A középső leplezett alak egy jogart tart, amelyen az állam mottója olvasható: „Equal Rights” (egyenlő jogok). A mottó az állam alapítása óta fontos szerepet játszó női egyenjogúságra utal. A 44-es szám az ötágú csillagon arra utal, hogy Wyoming volt az Unió 44. állama. Az oszlopok tetején található mécsesekben ég a tudás fénye. A két oszlopra csavarodott tekercseken Wyoming fő iparágainak neve olvasható: Oil (olaj), Mines (bányák), Livestock (haszonállatok) és Grain (búza).